# 高原久衛
高原 久衛(たかはら ひさえ)は、日本の海軍軍人、工学者。学位は工学博士。最終階級は海軍大佐。海軍兵学校47期生。
海軍軍人として艦船の通信長等として活躍する傍ら、海軍での研究開発にも関わり、戦後も電磁波関連の研究を行った。

## 略歴
岡山県出身。海軍兵学校47期入学。
1919年10月9日、海軍兵学校47期卒業、少尉候補生。卒業時の席次は115人中55番目。
1920年8月1日、海軍少尉任官。1922年12月1日   海軍中尉昇任。翌々1924年12月1日、海軍大尉昇任。海軍水雷学校高等科学生。1931年12月1日、海軍少佐昇任、「霧島」通信長。1932年11月15日、呉海軍工廠電気部検査官（呉軍需部員兼任） 。1934年2月20日、呉海軍工廠電気部員。1936年12月1日、海軍中佐昇任。1937年3月10日、「伊勢」通信長。同年7月10日、「摂津」通信長。1937年11月1日、艦政本部員兼技術会議員、次いで艦政本部造兵監督官 。1941年10月15日、海軍大佐昇任、横須賀工廠通信実験部員（海軍通信学校教官、海軍技術研究所員兼任) 。
1956年2月27日、論文「擾乱電磁界ノ研究」で東北大学から工学博士の学位を授与される 。

## 論文等
- 「方向探知器に及ぼす擾乱電磁界の研究」[2]　1953年
- 「擾乱電磁界ノ研究」[3]　1956年　博士論文
- 「超短波領域に於ける有限長円筒導体による回折電磁波の研究」 1954年